# Heterocleptinae
Heterocleptinae – podrodzina pluskwiaków różnoskrzydłych z infrarzędu półwodnych i rodziny poślizgowatych.
Pluskwiaki te mają ciało o długości od 3 do 5 mm. Powierzchnię całego ich głowy, tułowia i nasadowej części odwłoka pokrywa warstwa mikroskopowych i makroskopowych włosków. Przyoczka obecne są zarówno u form długo- jak i krótkoskrzydłych. Bardzo długie trichobotria głowowe tylnej pary osadzone są na wyraźnych, zaokrąglonych guzkach. Czułki są czteroczłonowe lub pozornie pięcioczłonowe, wskutek obecności błoniastej obrączki za środkiem długości członu piątego. Drugi człon czułków jest dłuższy od pierwszego i osadzony na nim bocznie lub przednio-bocznie. Szerokie i stosunkowo krótkie przedplecze jest ku tyłowi wyciągnięte, zachodząc na zaplecze zarówno u form długo- jak i krótkoskrzydłych. Szczecinki na głowie i przedpleczu są niezmodyfikowane – brak jest tam czarnych szczecinek kolcowatych, co odróżnia je od Limnobatodinae. Na zapiersiu obecne są ujścia gruczołów zapachowych zatułowia. Odnóża mają szczątkowe arolia. 
Takson ten wprowadzony został w 1948 roku przez André Villiersa. Obejmuje 7 opisanych gatunków, zgrupowanych w dwóch rodzajach współczesnych i dwóch wymarłych:
- †Alavametra Sánchez-García et Nel, 2016
- †Carinametra Andersen et Grimaldi, 2001
- Heterocleptes Villiers, 1948
- Veliometra Andersen, 1977

Współczesne gatunki zasiedlają strefę tropikalną: Heterocleptes Afrykę i Borneo, a Veliometra Amazonię.
Zapis kopalny obejmuje dwa kredowe gatunki: pochodzącego z albu Alavametra popovi i pochodzącego z cenomanu Carinametra burmensis.